# Ulrike Maria Maier
Ulrike Maria Maier (* 20. April 1977 in Reutlingen) ist eine deutsche Opernsängerin (Sopran).

## Leben
Ulrike Maria Maier studierte an der Musikhochschule Mannheim bei Alejandro Ramirez. Von 2000 bis 2004 setzte sie ihre Studien bei Klesie Kelly-Moog an der Hochschule für Musik und Tanz Köln fort und schloss diese mit Auszeichnung ab. Auch nach dem Studium setzte sie ihre künstlerische Arbeit mit Klesie Kelly-Moog fort. Seit Sommer 2010 arbeitet Ulrike Maria Maier mit Rudolf Piernay zusammen.
Nach ihrem Diplom 2004 führten Engagements die Sängerin an die Theater Regensburg und Münster sowie in die Niederlande, wo sie unter anderem in den Partien der Donna Elvira (Don Giovanni), Hannah Glawari (Die lustige Witwe), Annina (Eine Nacht in Venedig), Baronin Christine (Pariser Leben) und als Feuer, Prinzessin und Nachtigall in Ravels L’enfant et les sortilèges zu hören war. Von 2006 bis zur Spielzeit 2009 war Ulrike Maria Maier festes Ensemblemitglied am Mecklenburgischen Staatstheater Schwerin. Als Cleopatra in Händels Giulio Cesare war die Sopranistin 2010 ebenfalls am Theater Dortmund zu hören. In der Spielzeit 2010 gab die Sopranistin ihr Debüt als Violetta Valery (La traviata) und Rosalinde (Die Fledermaus) am Theater Vorpommern. Bei den Eutiner Festspielen war sie 2012 als Adina in Donizettis Liebestrank besetzt.
Ulrike Maria Maier lebt in Berlin.